# Soli (brano musicale)
Soli, contenuto nell'omonimo album, è un brano musicale e un singolo di Adriano Celentano pubblicato dalla propria etichetta discografica, Clan Celentano, nel 1979.
Il brano era stato scritto da Toto Cutugno e Cristiano Minellono.

## Tracce
1. Soli
2. Io e te

## Classifiche
| Classifica (1979–80)     | Posizione massima |
| ------------------------ | ----------------- |
| Italia (Musica e dischi) | 1                 |